# A. S. Byatt
Dame Antonia Susan Duffy DBE  HonFBA ( née Drabble; Sheffield,  24 de agosto de 1936 – Londres, 16 de novembro de 2023), conhecida profissionalmente por seu antigo nome de casada, A. S. Byatt ( /ˈbaɪ.ət/), foi uma crítica, romancista, poeta e contista inglesa. Seus livros foram traduzidos para mais de trinta idiomas.
Depois de frequentar a Universidade de Cambridge, casou-se em 1959 e mudou-se para Durham. Foi durante o período de Byatt na universidade que ela começou a trabalhar em seus dois primeiros romances, posteriormente publicados pela Chatto & Windus como Shadow of a Sun (1964; reimpresso em 1991 com o título originalmente pretendido, The Shadow of the Sun ) e The Game (1967). Byatt conseguiu um emprego como professora em 1972 para ajudar a pagar a educação de seu filho. Na mesma semana em que ela aceitou, um motorista embriagado matou seu filho quando ele voltava da escola para casa. Ele tinha 11 anos de idade. Byatt passou 11 anos simbólicos ensinando e depois começou a escrever em tempo integral em 1983. The Virgin in the Garden (1978) foi o primeiro de The Quartet, uma tetralogia de romances que continuou com Still Life (1985), Babel Tower (1996) e A Whistling Woman (2002).
Seu livro Possession: A Romance recebeu o Prêmio Booker de 1990, enquanto sua coleção de contos The Djinn in the Nightingale's Eye (1994) recebeu o Prêmio Aga Khan de Ficção de 1995. Seu romance The Children's Book foi selecionado para o Booker Prize de 2009 e ganhou o James Tait Black Memorial Prize de 2010. Seu trabalho crítico inclui dois estudos de Dame Iris Murdoch (que era amiga e mentora), Degrees of Freedom: The Early Novels of Iris Murdoch (1965) e Iris Murdoch: A Critical Study (1976). Seus outros estudos críticos incluem Wordsworth e Coleridge in Their Time (1970) e Portraits in Fiction (2001).
Byatt recebeu o Prêmio Shakespeare em 2002, o Prêmio Erasmus em 2016, o Prêmio Park Kyong-ni em 2017 e o Prêmio Hans Christian Andersen de Literatura em 2018. Ela foi citada como candidata ao Prêmio Nobel de Literatura.

## Primeiros anos
Antonia Susan Drabble nasceu em Sheffield, Inglaterra, em 24 de agosto de 1936, como a filha mais velha de John Frederick Drabble, QC, mais tarde juiz do Tribunal do Condado, e Kathleen Bloor, uma estudiosa de Browning .  Suas irmãs são a romancista Margaret Drabble e a historiadora de arte Helen Langdon. Seu irmão Richard Drabble KC é advogado . O pai Drabble participou da colocação de refugiados judeus em Sheffield durante a década de 1930. A mãe era Shaviana e o pai um Quaker. Como resultado do bombardeio de Sheffield durante a Segunda Guerra Mundial, a família mudou-se para York .
Byatt foi educada em dois internatos independentes, Sheffield High School e The Mount School, um internato Quaker em York.
Criança "profundamente infeliz", Byatt não gostava do internato, citando sua necessidade de ficar sozinha e sua dificuldade em fazer amigos.  A asma grave muitas vezes a mantinha na cama, onde a leitura se tornava uma fuga de um ambiente doméstico difícil. Ela frequentou o Newnham College, Cambridge, o Bryn Mawr College (nos Estados Unidos) e o Somerville College, Oxford. Tendo estudado francês, alemão, latim e inglês na escola, mais tarde estudou italiano enquanto frequentava Cambridge para poder ler Dante.
Byatt lecionou no Departamento de Estudos Extramurais da Universidade de Londres (1962–71), na Escola Central de Arte e Design e de 1972 a 1983 na University College London . Começou a escrever em tempo integral em 1983.

## Prêmios e honrarias

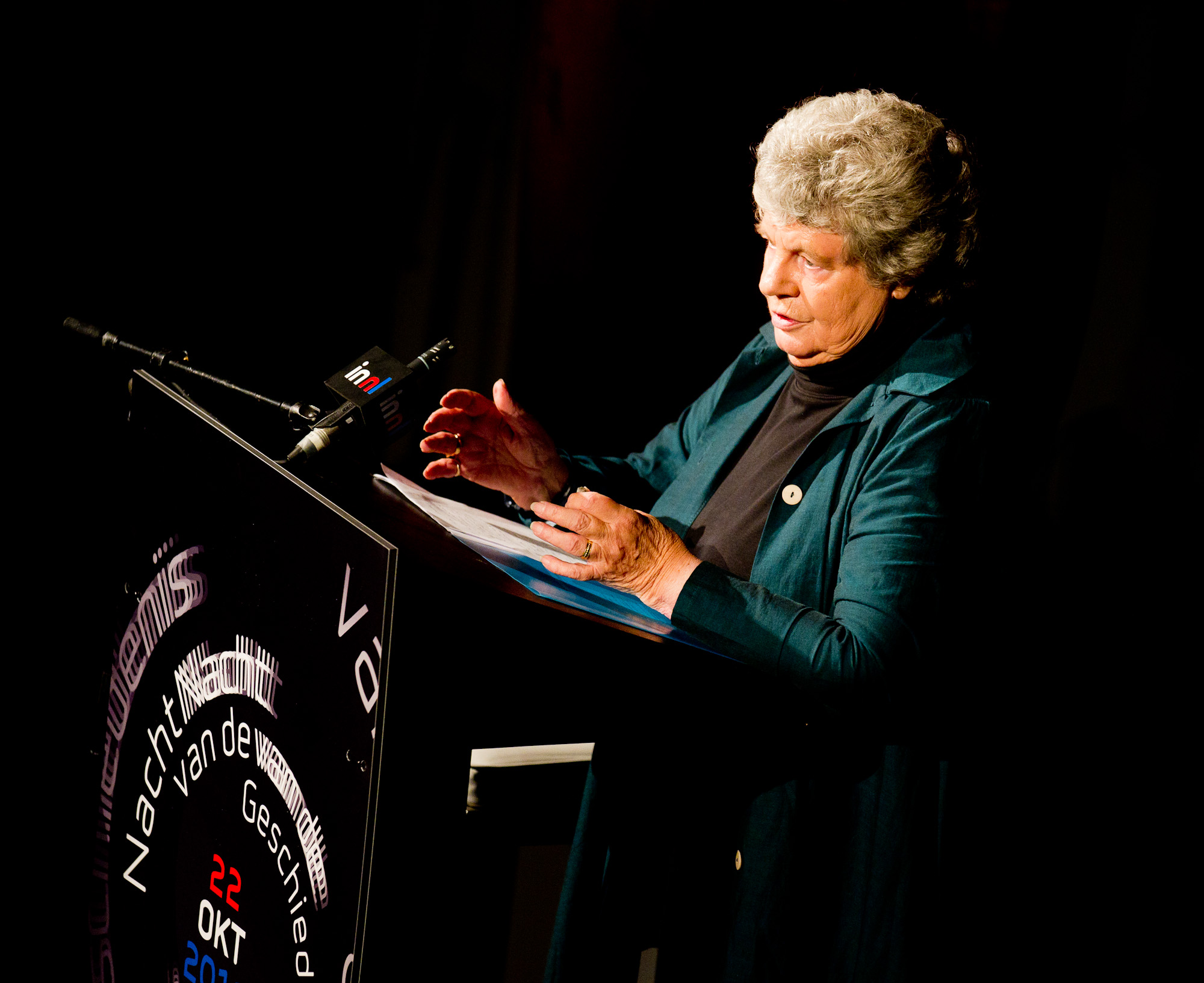
Byatt, fotografada em Amsterdã em 2011

Byatt foi nomeada Comandante da Ordem do Império Britânico (CBE) nas Honras de Ano Novo de 1990,  e foi promovida a Dama Comandante da Ordem do Império Britânico (DBE), "pelos serviços prestados à Literatura", nas  Homenagens de aniversário de 1999 de  ElizabethII .
Byatt foi indicada como candidata ao Prêmio Nobel de Literatura .
Em 2008, o jornal The Times a nomeou em sua lista dos 50 maiores escritores britânicos desde 1945.
Ela também recebeu:
- 1986: Prêmio PEN/Macmillan Silver Pen, por Still Life[13]
- 1990: Prêmio Booker de Ficção, por Possession: A Romance[14]
- 1990: Prêmio Internacional de Ficção do Irish Times, por Possessão: Um Romance[15]
- 1991: Prêmio de Escritores da Commonwealth (Região da Eurásia, Melhor Livro), por Possessão: Um Romance[16]
- 1991: DLitt Honorário da Universidade de Durham[17]
- 1993: LittD honorário da Universidade de Liverpool[18]
- 1994: Doutorado Honorário da Universidade de Portsmouth[19]
- 1995: Doutorado Honorário da Universidade de Londres[20]
- 1995: Prêmio Malaparte (Itália) [21]
- 1995: Prémio Aga Khan de Ficção, por The Djinn in the Nightingale's Eye[22]
- 1998: Prêmio Fantasia Mitopoica de Literatura Adulta, por The Djinn in the Nightingale's Eye[23]
- 1999: DLitt honorário da Universidade de Cambridge[24]
- 1999: Membro Honorário, Newnham College, Cambridge[3][25]
- 2002: Prêmio Shakespeare (Alemanha) [6]
- 2004: Doutora Honorária em Letras da Universidade de Kent[26]
- 2004: Membro Honorária, University College London[27]
- 2009: Grande Prêmio Literário Internacional Blue Metropolis[28] (Canadá)
- 2009: Lista do Prêmio Booker, para The Children's Book[11]
- 2010: Doutorado honorário da Universidade de Leiden (Holanda) [29]
- 2010: Prêmio James Tait Black Memorial, pelo livro infantil[30]
- 2016: Prêmio Erasmus (Holanda), por "contribuição excepcional à literatura"[31][32][33]
- 2017: Membro da Academia Britânica da Academia Britânica[34]
- 2017: Prêmio Park Kyong-ni (Coreia do Sul) [35]
- 2017: Prêmio Placa de Ouro da American Academy of Achievement[36][37]
- 2018: Prêmio Hans Christian Andersen de Literatura (Dinamarca) [38]

## Obras
Obras indicadas em 

### Romances
Os seguintes livros formam uma tetralogia conhecida como O Quarteto :The Virgin in the Garden (1978), Still Life (1985), Babel Tower (1996) and A Whistling Woman (2002).
- 1964: Shadow of a Sun, Chatto &amp; Windus reimpresso em 1991 com o título originalmente pretendido The Shadow of the Sun
- 1967: The Game, Chatto & Windus
- 1978: The Virgin in the Garden, Chatto & Windus
- 1985: Still Life, Chatto & Windus
- 1990: Possession: A Romance, Chatto & Windus
- 1996: Babel Tower, Chatto & Windus
- 2000: The Biographer's Tale, Chatto & Windus
- 2002: A Whistling Woman, Chatto & Windus
- 2009: The Children's Book, Chatto & Windus
- 2011: Ragnarok: The End of the Gods, Canongate ISBN 9780802120847

### Coleções de contos
- 1987: Sugar and Other Stories, Chatto &amp; Windus
- 1993: The Matisse Stories, Chatto & Windus
- 1994: The Djinn in the Nightingale's Eye, Chatto & Windus
- 1998: Elementals: Stories of Fire and Ice, Chatto & Windus
- 2003: Little Black Book of Stories, Chatto & Windus
- 2021: Medusa's Ankles: Selected Stories, Chatto & Windus

### Novelas
- 1992: Angels and Insects, Chatto &amp; Windus; composto das novelas:
  - Morpho Eugenia
  - The Conjugial Angel

### Ensaios e biografias
- 1965: Degrees of Freedom: The Early Novels of Iris Murdoch, Chatto &amp; Windus
- 1970: Wordsworth and Coleridge in their Time, Nelson
- 1976: Iris Murdoch: A Critical Study, Longman
- 1989: Unruly Times: Wordsworth and Coleridge, Poetry and Life, Hogarth Press
- 1991: Passions of the Mind: Selected Writings, Chatto & Windus
- 1995: Imagining Characters: Six Conversations about Women Writers (with Ignes Sodre), Chatto & Windus
- 2000: On Histories and Stories: Selected Essays, Chatto & Windus
- 2001: Portraits in Fiction, Chatto & Windus
- 2016: Peacock & Vine: On William Morris and Mariano Fortuny, Knopf ISBN 978-1101947470

### Textos editados
- 1989: George Eliot: Selected Essays, Poems and Other Writings (editado com Nicholas Warren), Penguin
- 1995: New Writing Volume 4 (editora wcom Alan Hollinghurst), Vintage
- 1997: New Writing Volume 6 (editora com Peter Porter), Vintage
- 1998: Oxford Book of English Short Stories (editora), Oxford University Press
- 2001: The Bird Hand Book (com fotografias de Victor Schrager), Graphis Inc. (New York)